# Jana Lindsey
Jana Lindsey (* 18. September 1984 in Rapid City) ist eine ehemalige US-amerikanische Freestyle-Skierin, die auf die Disziplin Aerials (Springen) spezialisiert war.

## Werdegang
Lindsey nahm im Januar 2002 in Lake Placid erstmals am Freestyle-Skiing-Weltcup teil, wobei sie die Plätze 23 und 13 errang. In der Saison 2002/03 erreichte sie mit Platz sieben im Mount Buller sowie Rang acht in Mont-Tremblant ihre ersten Top-Zehn-Platzierungen im Weltcup und zum Saisonende den 16. Platz im Aerials-Weltcup. Beim Saisonhöhepunkt, den Weltmeisterschaften 2003 in Deer Valley, kam sie auf den 13. Platz. In der Saison 2004/05 errang sie mit drei Top-Zehn-Ergebnissen den 18. Platz im Aerials-Weltcup und bei den Weltmeisterschaften 2005 in Ruka den zehnten Platz. In der folgenden Saison kam sie viermal unter die ersten zehn und belegte damit den 14. Platz im Aerials-Weltcup. Bei den Olympischen Winterspielen 2006 in Turin sprang sie auf den 16. Platz. Auch in der Saison 2007/08 errang sie mit vier Top-Zehn-Platzierungen den 14. Platz im Aerials-Weltcup. Im folgenden Jahr wurde sie US-amerikanische Meisterin und bei den Weltmeisterschaften in Inawashiro Fünfte. In der Saison 2009/10 erreichte mit dem vierten Platz in Changchun ihre beste Platzierung im Weltcup und zum Saisonende mit dem 34. Platz im Gesamtweltcup sowie den 12. Rang im Aerials-Weltcup ihre besten Gesamtergebnisse. Beim Saisonhöhepunkt, den Olympischen Winterspielen 2010 in Vancouver, belegte sie den 17. Platz. Ihren 46. und damit letzten Weltcup absolvierte sie im Januar 2010 in Lake Placid, welchen sie auf dem achten Platz beendete.

## Erfolge

### Olympische Spiele
- 2006 Turin: 16. Platz Aerials
- 2010 Vancouver: 17. Platz Aerials

### Weltmeisterschaften
- 2003 Deer Valley: 13. Platz Aerials
- 2005 Ruka: 10. Platz Aerials
- 2009 Inawashiro: 5. Platz Aerials

### Weltcupwertungen
| Saison  | Gesamt | Gesamt | Moguls | Moguls |
| Saison  | Platz  | Punkte | Platz  | Punkte |
| ------- | ------ | ------ | ------ | ------ |
| 2001/02 | 57.    | 24     | 31.    | 120    |
| 2002/03 | 36.    | 59     | 16.    | 352    |
| 2004/05 | 46.    | 17     | 18.    | 209    |
| 2005/06 | 46.    | 19     | 14.    | 210    |
| 2007/08 | 46.    | 19     | 14.    | 172    |
| 2008/09 | 63.    | 14     | 22.    | 98     |
| 2009/10 | 34.    | 21     | 12.    | 127    |

### Weitere Erfolge
- 1 US-amerikanischer Meistertitel (2009 Aerials)